# Peter Adkison
Peter D. Adkison est un auteur américain de jeux de société et l'un des fondateurs des entreprises Wizards of the Coast et Hidden City Games.
Il est également le propriétaire actuel de la Gen Con, l'un des plus importants festivals de jeux de l'Amérique du Nord.

## Carrière
Adkison a obtenu sa licence d'informatique à Walla-Walla College en 1985, puis son MBA à l'Université de Washington.
Il a d'abord travaillé comme analyste chez Boeing de 1985 à 1991. En 1990, Adkison propose à un ami, Ken McGlothlen, de se lancer dans l'industrie du jeu vidéo et de créer une société, Wizards of the Coast:276 pour développer un scénario de jeu (The Primal Order). Le logiciel est achevé au mois d'avril 1992:276–277, puis Adkison demande au concepteur de jeux Richard Garfield de simplifier son jeu de plateau RoboRally afin qu'il puisse en faire une version vidéo ; Garfield combine alors son jeu avec un jeu de cartes qui verra le jour sous le nom de Magic : L'Assemblée:278 (1993). Fort de ce succès commercial, Adkison peut démissionner de Boeing pour se consacrer à plein temps à Wizards of the Coast. Quatre ans plus tard, l'éditeur de Donjons et Dragons, TSR, était au bord de la banqueroute : Ryan Dancey, patron de Five Rings Publishing Group, négocia une offre de rachat qu'il proposa à Adkison moyennant la reprise des dettes de Five Rings Publ. ; Wizards of the Coast se porta finalement acquéreur de TSR le 10 avril 1997:281pour 30 millions de dollars, y compris le rachat de Five Rings Publ.:30. Par des dédommagements et des concessions sur leurs participations, il obtient le retour de Gary Gygax et de Dave Arneson chez TSR:282, puis ceux des scénaristes Margaret Weis, Tracy Hickman et R.A. Salvatore:282. Pour la troisième édition de Dungeons & Dragons, il charge Bill Slavicsek puis Jonathan Tweet de coordonner l'équipe:286. Adkison connaissait de longue date le directeur de Last Unicorn Games, Christian Moore, et c'est ainsi qu'informé des difficultés financières de ce producteur de jeux, il racheta la société:316 en 2000.
Il a donc été le chief executive officer de Wizards of the Coast entre 1993 et janvier 2001, date à laquelle il revend sa société à Hasbro pour 325 millions de dollars, plus 175 autres millions à verser sur les cinq années suivantes.
Adkison a réalisé pour lui-même 2 % de cette somme et a pris deux années sabbatiques.
En mai 2002 il rachète Gen Con à Hasbro.
En 2004 il crée avec Jesper Myrfors un nouveau jeu, Clout Fantasy, qui s'annonce comme étant le premier jeu de jetons à collectionner » Depuis 2005 il est le CEO de Hidden City Games, la société éditant Clout Fantasy.
Dans la vie privée, Adkison est un grand amateur de jeux de rôle, Donjons et Dragons en particulier ainsi que d'escalade et de snowboard.

## Voir également
- (en) Cet article est partiellement ou en totalité issu de l’article de Wikipédia en anglais intitulé « Peter Adkison » (voir la liste des auteurs).